# Ludwik Lichodziejewski
Ludwik Lichodziejewski (ur. 12 maja?/25 maja 1904 w Bobrujsku, zm. 27 kwietnia 1974 w Chicago) – komandor porucznik, uczestnik II wojny światowej, dowódca niszczycieli ORP „Kujawiak” i ORP „Błyskawica”, kawaler Orderu Virtuti Militari.

## Życiorys
W rodzinnym Bobrujsku ukończył szkołę podstawową. Po wojnie polsko-bolszewickiej  przeniósł się do Warszawy, gdzie ukończył gimnazjum i studiował w SGGW. Później podjął naukę w Oficerskiej Szkole Marynarki Wojennej w Toruniu, którą ukończył w 1928 roku, uzyskując stopień porucznika marynarki. 
Bezpośrednio po szkole pływał na okrętach rzecznych wchodzących w skład Flotylli Pińskiej. 
W chwili wybuchu II wojny światowej był zastępcą dowódcy na ORP „Grom”, funkcję tę sprawował do lutego 1940. Potem pływał na ORP „Burza”, OF „Medoc” (francuskim okręcie pod polską banderą) i ORP „Piorun”. 
5 maja 1941 objął dowództwo na ORP „Kujawiak”, dowodził nim, pływając głównie po kanale La Manche i Morzu Śródziemnym do 16 czerwca 1942 roku, kiedy okręt zatonął po wejściu na minę w okolicy Malty podczas próby ratowania załogi tonącego okrętu brytyjskiego HMS „Badsworth”; zginęło wówczas 12 marynarzy „Kujawiaka”. 
Od 14 lipca 1942 do 24 czerwca 1943 oraz od 4 stycznia 1945 do listopada 1945 był dowódcą ORP „Błyskawica”, biorąc udział w działaniach na Morzu Śródziemnym, Morzu Północnym i na Atlantyku. 
W 1947 roku przeszedł do cywila, a w 1950 roku wyjechał z Anglii do Stanów Zjednoczonych, gdzie do maja 1953 roku pływał na statkach handlowych.
Jego zabalsamowane ciało zostało po latach sprowadzone do Polski i złożone na starym cmentarzu oksywskim w Gdyni.

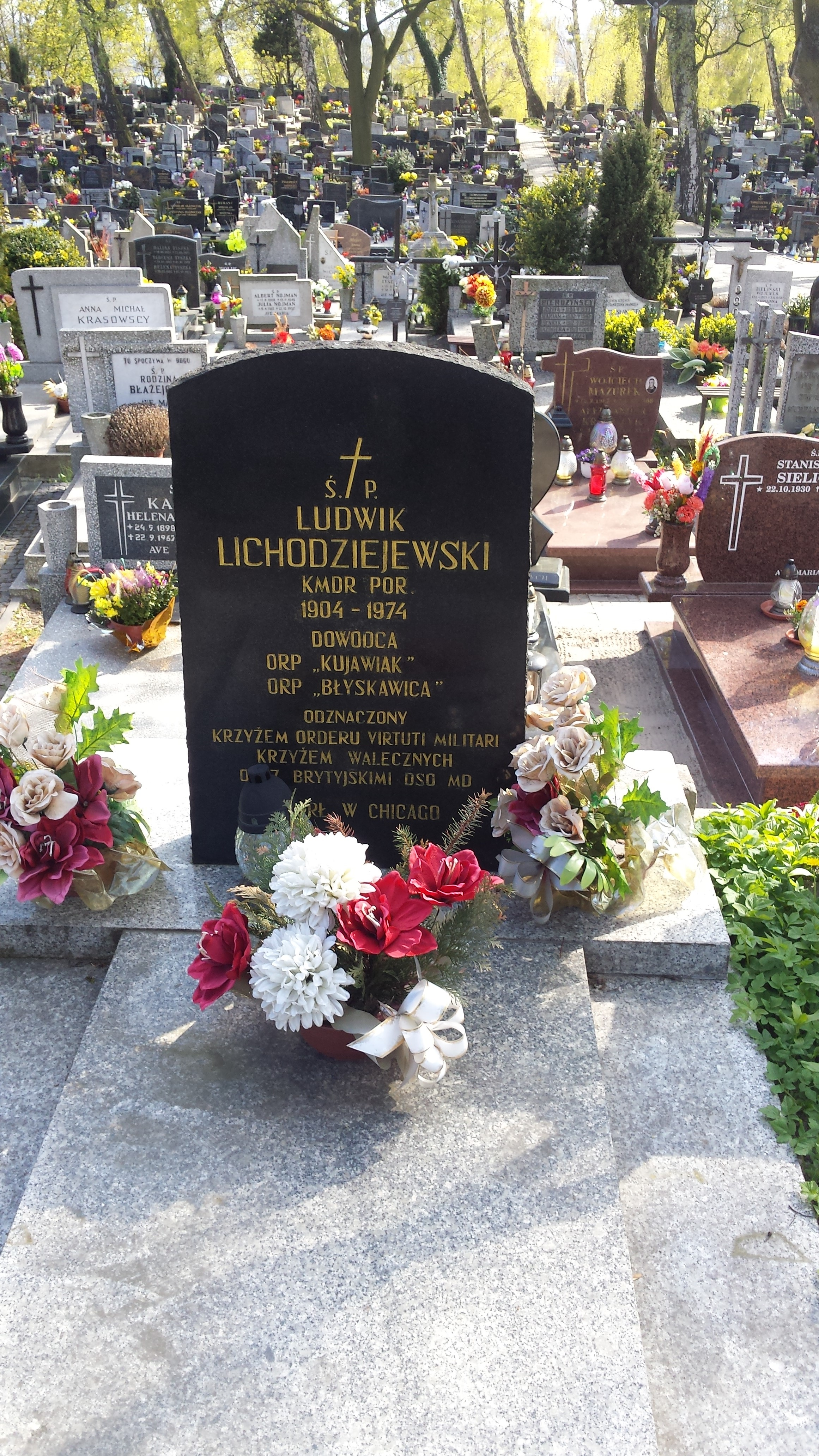
Grób kmdra Ludwika Lichodziejewskiego na cmentarzu parafialnym w Gdyni-Oksywiu